# Villa San Giovanni in Tuscia
Villa San Giovanni in Tuscia là một đô thị ở tỉnh Viterbo trong vùng Latium của Ý, có cự ly khoảng 60 km về phía tây bắc của Roma và khoảng 15 km về phía tây nam của Viterbo.
Villa San Giovanni in Tuscia giáp các đô thị: Barbarano Romano, Blera, Vetralla.